# FCM 공법

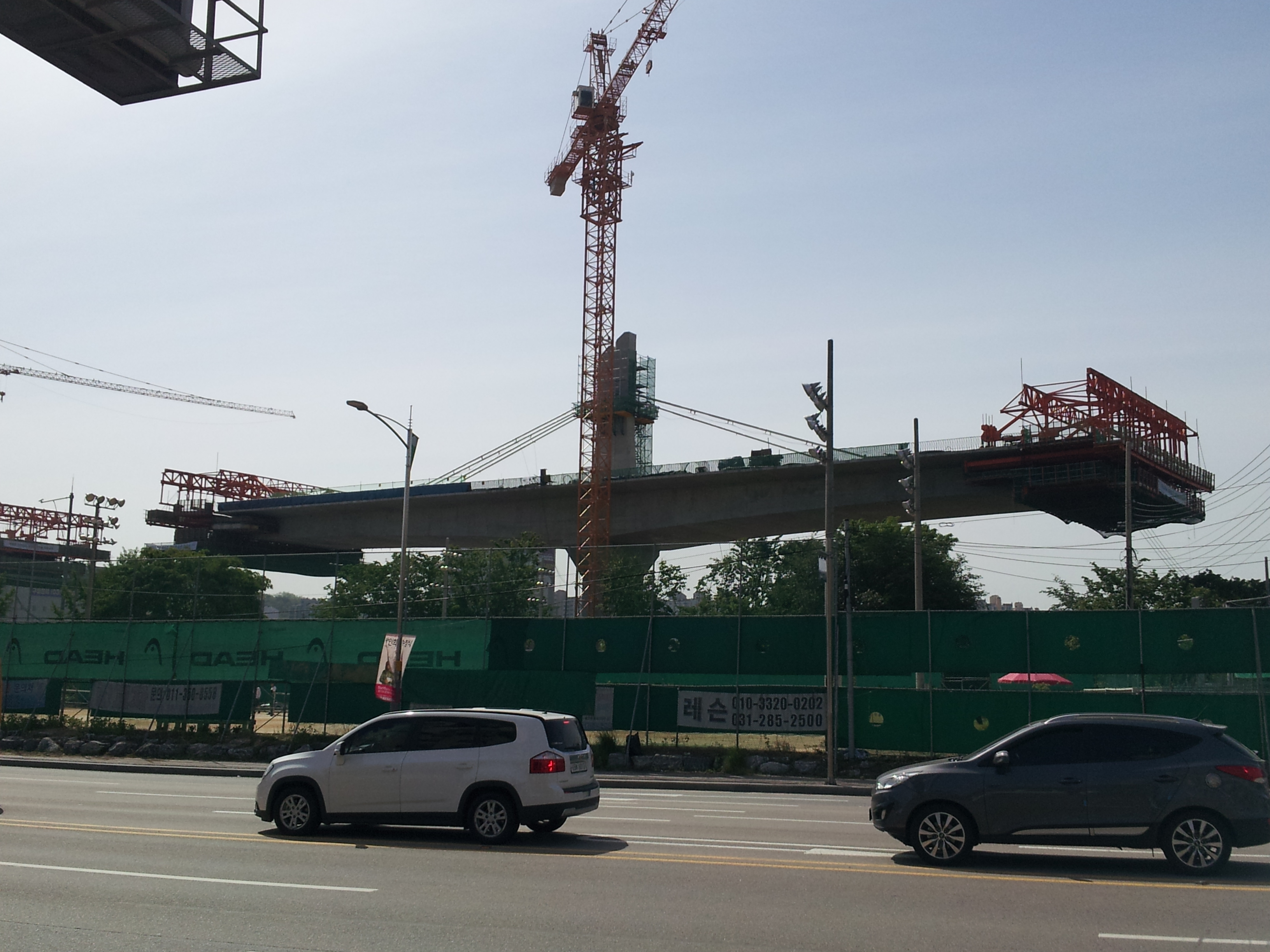
수원 신갈 우회도로 공사현장

FCM 공법(Free Cantilever Method)은 교량의 시공 방식 중 하나로 교량 하부에 동바리를 사용하지 않고 특수한 가설장비를 이용하여 각 교각으로부터 좌우의 평형을 맞추면서 세그먼트를 순차적으로 접합하는 방식으로 경간을 구성하면서 인접한 교각에서 만들어져 온 세그먼트와 접합하는 방식의 시공법이다. 대한민국에서는 주로 고속도로의 교량들이 이 방식에 의해서 건설되는 경우가 많다.
이 공법은 1950년대 초반 독일의  Dyckerhoff & Widman사에 의해 Dywidag공법이 시초로, 대한민국에서는 한강의 횡단교량인 원효대교가 최초에 해당한다. 이후 많은 교량들이 이 방법을 적용하여 건설되었으며, 익산포항고속도로의 만덕교(설계 당시의 이름은 신촌교였다)가 국내 최대 경간장인 170m로 가장 긴 경간장을 가지고 있다. 여담으로 이 공법으로 건설된 교량 중 세계 최대 경간장은 1998년에 준공된 노르웨이의 Stolmasundet교로 경간장은 301m에 달한다.

## 특성
- FCM공법은 다음과 교각 간격에 경우에 적용이 가능하다. FSM 공법에 비해 상대적으로 먼 교간장까지 커버가 가능하다.
  - 현장타설 FCM의 경우 80～250m
  - Precast Segment 방식에서는 40～150m
  - 사장교의 경우는 400m를 넘는 거리까지도 가능

- 적용 조건은 다음과 같다. 주로 경간의 무게를 견디는 동바리의 설치가 어려운 경우에 해당하는 것으로 난이도가 있는 공사에 주로 적용된다.
  - 해상 구간으로 선박통행을 허용하거나, 수심이 깊을 경우, 또는 홍수의 위험이 클 경우
  - 깊은 계곡 통과
  - 건물, 주거지, 도로, 철도등을 횡단하는 장경간 교량
  - 기반 조건이 교각 기초에 적당치 않을 경우
  - 기타 조건으로 동바리의 사용이 불가능한 경우

### 장점
- 동바리를 필요로 하지 않으므로 깊은 계곡이나 하천, 해상 그리고 교통량이 많은 위치에 적용할 경우 경제성이 높다.
- 상판(세그먼트) 제작에 필요한 모든 장비를 갖춘 이동식 작업차를 이용하여 시공하므로 별도의 대형 가설장비를 사용하지 않아도 장대교량의 시공이 가능하다.
- 거푸집 설치, 콘크리트 타설 등 모든 공정이 동일하게 반복, 수행되므로 시공속도가 빠르고 작업인원도 적게 필요하며 작업원의 숙 련도가 빨라 작업을 능률적으로 행할 수가 있다.
- 3~5m 단위의 길이로 상판을 나누어 시공하므로 상부구조의 단면이 변화하는 방식으로도 시공이 가능하다.
- 대부분의 작업이 이동식 작업차 내에서 실시되므로 기후조건에 관계없이 시공관리를 확실하게 행할 수 있다.
- 각 시공단계마다 오차의 수정이 가능하므로 시공정밀도를 높일 수 있다.

### 단점
- 시공단계마다 상판의 두께가 변화하기 때문에 다른 공법 대비 교량의 설계가 까다롭다.

## 공법의 종류
- 현장타설 캔틸레버 공법 :
- 프리캐스트 캔틸레버 공법

## 교량의 구조형식
FCM 공법으로 만들어진 교량의 구조형식은 라멘교 형식과 연속교 형식 두 가지로 크게 분류가 가능하다.
- 라멘교 형식
  - 힌지식
  - 게르버식
  - 연속보식
- 연속교형식
- 라멘연속교형식